# بين كروفت
بين كروفت (بالإنجليزية: Ben Croft)‏ هو لاعب كرة الراح ‏ أمريكي، ولد في 11 فبراير 1985.